# Дюк Пірсон
Дюк Пі́рсон (англ. Duke Pearson), справжнє ім'я Колу́мбус Ке́лвін Пі́рсон, мол. (англ. Columbus Calvin Pearson, Jr; 17 серпня 1932, Атланта, Джорджія — 4 серпня 1980, там само) — американський джазовий піаніст, композитор, продюсер, бендлідер та аранжувальник.

## Біографія
Народився 17 серпня 1932 року в Атланті, штат Джорджія. В школі і коледжі грав на трубі. Служив в армії (1953—54); брав участь у армійських шоу разом з Вінтоном Келлі, Фінесом Ньюборном, мол. і Джорджем Джойнером. У 1954—59 роках виступав у Флориді та Джорджії. 
Невдовзі після переїзду до Нью-Йорка у січні 1959 року, на Пірсона звернув увагу трубач Дональд Берд, який запросив його приєднатися до свого щойно створеного гурту — квінтету Пеппера Адамса-Дональда Берда. У 1961 році акомпанував Ненсі Вілсон під час її гастролів. Упродовж 1960-х багато працював з Бердом, який записав деякілька композицій Пірсона, а саме «Cristo Redentor», «Chant», «Noah» і «March Children». Його найбільш відома композиція «Jeannine» (1960) стала джазовим стандартом. Після того як Айк Квебек помер у 1963 році, став A&R-менеджером на лейблі Blue Note. Упродовж 1960-х як продюсер та сесійний музикант взяв участь у записах багатьох альбомів на Blue Note, а також записував власні платівки як соліст. З 1967 по 1970 роки і знову у 1972 також очолював біг-бенд, в якому грали Пеппер Адамс, Чік Коріа, Лью Табакін, Ренді Бекер і Гарнетт Браун. Акомпанував Дакоті Стейтон, гастролював з Кармен Макре і Джо Вільямсом (1973).
У 1970-х в нього діагностували розсіяний склероз, від якого він помер 4 серпня 1980 року в Атланті у віці 47 років.

## Дискографія
- Profile (Blue Note, 1959)
- Tender Feelin's (Blue Note, 1959)
- Angel Eyes (Polydor, 1961)
- Dedication! (Prestige, 1961)
- Hush! (Jazzline, 1962)
- Wahoo! (Blue Note, 1964)
- Honeybuns (Atlantic, 1965)
- Prairie Dog (Atlantic, 1966)
- Sweet Honey Bee (Blue Note, 1966)
- The Right Touch (Blue Note, 1967)
- Introducing Duke Pearson's Big Band (Blue Note, 1967)
- The Phantom (Blue Note, 1968)
- Now Hear This (Blue Note, 1968)
- How Insensitive (Blue Note, 1969)
- Merry Ole Soul (Blue Note, 1969)